# شيفا نزيغو
تشيفا نزيغو (بالفرنسية: Shiva N'Zigou)‏، من مواليد 24 أكتوبر 1983 في تشيبانغا، لاعب كرة قدم غابوني.
بدأ مسيرته الكروية مع نادي نانت الفرنسي في عام 2002، وفي موسم 2004/2005 أعير إلى نادي غوينغنون الفرنسي، وفي عام 2006 انتقل إلى نادي ريمز الفرنسي.
و قد لعب مع منتخب الغابون لكرة القدم.

## روابط خارجية
- شيفا نزيغو على موقع قاعدة بيانات كرة القدم.إي يو (الإنجليزية)
- شيفا نزيغو على موقع ليكيب (الفرنسية)
- شيفا نزيغو على موقع ناشيونال فوتبول تيمز (الإنجليزية)
- شيفا نزيغو على موقع Soccerway.com (الإنجليزية)